# Al-Qa'im (Abbaside)
Al-Qa'im bi-amri 'llah (arabisch القائم بأمر الله, DMG al-Qāʾim bi-amri 'llāh; * 1001; † 2. April 1075) war der sechsundzwanzigste Kalif der Abbasiden (1031–1075).

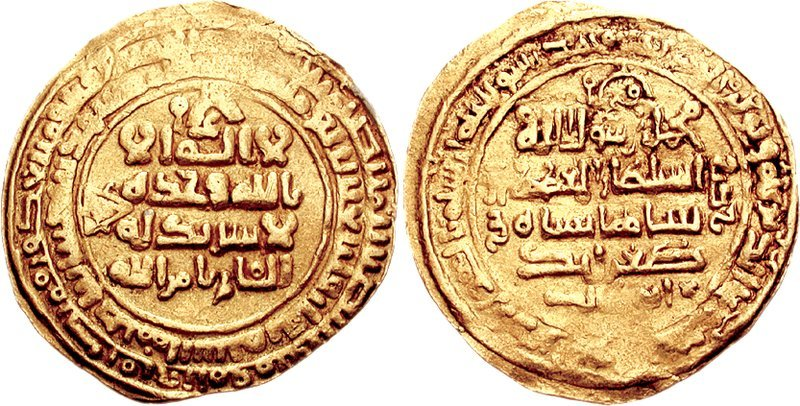
Dinar geprägt mit den Namen von al-Qa'im and Sultan Tughrul, ca. 1056/7

## Leben
Al-Qa'im ibn al-Qadir war wie sein Vater al-Qādir (991–1031) bestrebt, das Ansehen und die religiöse Führungsrolle der abbasidischen Kalifen in der islamischen Welt weiter auszubauen. So wurde die Lehre vertreten, dass militärisch errungene Macht nur durch die Kalifen legitimiert werden könne (siehe auch unter: Kalifat – Die Theorie des Kalifats).
Dem verstärkten Einfluss des Kalifen in Bagdad und im Irak kam entgegen, dass sich die Macht der Buyiden durch interne Streitigkeiten weiter abschwächte, so dass al-Qa'im schon die Beseitigung der buyidischen Schutzherrschaft anstrebte. So wurde schon 1040 eine erste Gesandtschaft bei den Seldschuken unter Tughrul Beg vorstellig.
Diese Kontakte wurden wichtiger, als seit der Mitte des 11. Jahrhunderts Bagdad von schweren Unruhen zwischen Sunniten und Schiiten erschüttert wurde. Außerdem überwarf sich al-Qa'im mit dem General der türkischen Garden al-Basasiri. Dieser schloss daraufhin ein Bündnis mit den Fatimiden in Ägypten.
Zwar besetzten die Seldschuken 1055 Bagdad und beendeten die Schutzherrschaft der Buyiden, doch waren die Verhältnisse keineswegs gefestigt. Nachdem im Iran Unruhen ausgebrochen waren, gelang al-Basasiri mit fatimidischer Unterstützung 1059 die Besetzung von Bagdad. Al-Qa'im geriet in Gefangenschaft und wurde außerhalb Bagdads interniert. Die Amtsinsignien der Abbasiden wurden zu den Fatimiden nach Kairo gesandt.
Die Seldschuken eroberten zwar 1060 erneut Bagdad und inthronisierten al-Qa'im wieder als Kalif, doch nun befanden sich die Abbasiden unter der Schutzherrschaft der Seldschuken. Al-Qa'im musste die Herrschaft Togril Begs legitimieren, indem er ihn offiziell zum Sultan ernannte und ihm die weltliche Herrschaft übertrug. Außerdem musste er eine Tochter mit Togril Beg verheiraten. Die Nachfolger von al-Qa'im waren, wie schon unter den Buyiden, politisch machtlos. Nächster Kalif in Bagdad wurde al-Muqtadi (1075–1094).
| Vorgänger | Amt                           | Nachfolger |
| --------- | ----------------------------- | ---------- |
| al-Qādir  | Kalif der Abbasiden 1031–1075 | al-Muqtadi |

| Personendaten    | Personendaten            |
| ---------------- | ------------------------ |
| NAME             | Qa'im, al-               |
| ALTERNATIVNAMEN  | Qa'im bi-amri 'llah, al- |
| KURZBESCHREIBUNG | 26. Kalif der Abbasiden  |
| GEBURTSDATUM     | 1001                     |
| STERBEDATUM      | 2. April 1075            |